# Olympische Sommerspiele 2000/Trampolinturnen – Frauen
Das Trampolinturnen der Frauen bei den Olympischen Spielen 2000 in Sydney wurde am 22. September 2000 im Sydney SuperDome ausgetragen. Es traten 12 Athletinnen an.
Der Wettbewerb bestand aus einer Qualifikationsrunde und dem Finale. Jede Turnerin absolvierte zwei Übungen, eine Pflicht und eine Kür, deren Wertungen zur Gesamtpunktzahl zusammenaddiert wurden. Die acht besten Turnerinnen der Qualifikation traten am gleichen Tag im Finale an. Hier wurde eine Übung geturnt, die nach Schwierigkeit, Ausführung und Flugphase bewertet wurde.

## Qualifikation
| Platz | Turnerin           | Nation             | Pflicht | Kür  | Strafpunkte | Gesamt |
| ----- | ------------------ | ------------------ | ------- | ---- | ----------- | ------ |
| 1     | Anna Dogonadze     | Deutschland        | 28,2    | 37,0 |             | 65,2   |
| 2     | Irina Karawajewa   | Russland           | 28,5    | 36,7 |             | 65,2   |
| 3     | Oksana Zyhuljowa   | Ukraine            | 27,6    | 37,5 |             | 65,1   |
| 4     | Karen Cockburn     | Kanada             | 27,8    | 37,2 |             | 65,0   |
| 5     | Natalja Karpenkowa | Belarus            | 28,0    | 35,8 |             | 63,8   |
| 6     | Rusudan Choperia   | Georgien           | 27,4    | 34,9 |             | 62,3   |
| 7     | Akiko Furu         | Japan              | 26,7    | 35,4 |             | 62,1   |
| 8     | Yekaterina Xilko   | Usbekistan         | 27,6    | 34,1 |             | 61,7   |
| 9     | Jennifer Parilla   | Vereinigte Staaten | 26,9    | 33,8 |             | 60,7   |
| 10    | Robyn Forbes       | Australien         | 27,5    | 33,2 |             | 60,7   |
| 11    | Petra Vachníková   | Tschechien         | 26,4    | 34,0 |             | 60,4   |
| 12    | Jaime Moore        | Großbritannien     | 27,1    | 32,8 |             | 59,9   |

## Finale
| Platz | Turnerin           | Nation      | Schwierigkeit | Punkte | Strafpunkte | Gesamt |
| ----- | ------------------ | ----------- | ------------- | ------ | ----------- | ------ |
| 1     | Irina Karawajewa   | Russland    | 12,30         | 44,40  |             | 38,90  |
| 2     | Oksana Zyhuljowa   | Ukraine     | 11,90         | 42,90  |             | 37,70  |
| 3     | Karen Cockburn     | Kanada      | 12,30         | 41,80  |             | 37,40  |
| 4     | Yekaterina Xilko   | Usbekistan  | 11,70         | 41,50  |             | 36,60  |
| 5     | Natalja Karpenkowa | Belarus     | 11,00         | 41,40  |             | 35,80  |
| 6     | Akiko Furu         | Japan       | 10,80         | 41,00  |             | 35,30  |
| 7     | Rusudan Choperia   | Georgien    | 12,10         | 36,60  |             | 34,10  |
| 8     | Anna Dogonadze     | Deutschland | 02,50         | 04,30  |             | 05,00  |